# Линдек
Линдек (словен. Lindek) је насељено место у општини Војник, Савињска регија, Словенија.

## Историја
До територијалне реорганизације у Словенији био је у саставу старе општине Цеље.

## Становништво
У попису становништва из 2011. године, Линдек је имао 94 становника.
| Број становника према пописима | Број становника према пописима | Број становника према пописима |
| ------------------------------ | ------------------------------ | ------------------------------ |
| 1991                           | 2002                           | 2011                           |
| 98                             | 86                             | 94                             |

## Галерија
- пејзаж
- сеоска фарма
- Ландешки водопад
- шумски путоказ